# Geschützter Landschaftsbestandteil Ginsterheide (Nordhelle Ost)
Der Geschützte Landschaftsbestandteil Ginsterheide (Nordhelle Ost) mit 0,44 ha Flächengröße liegt im Stadtgebiet von Hallenberg im Hochsauerlandkreis. Das Gebiet wurde 2004 bei der Aufstellung des Landschaftsplans Hallenberg durch den Kreistag des Hochsauerlandkreises als Geschützter Landschaftsbestandteil (LB) ausgewiesen. Der LB liegt am Berg Nordhelle.

## Gebietsbeschreibung
Der Landschaftsplan führt zum LB aus: „Die Ginsterheide befindet sich auf einem lang gestreckten, bewaldeten Bergrücken und zeichnet sich durch ein großes Vorkommen des Ginster-Sommerwurzes aus. Die Fläche wird von einer Wanderschafherde extensiv beweidet. Neben den dominierenden Ginsterbeständen finden sich zerstreut einige Dornsträucher und Nadelbäume (Fichten, Kiefern). Im nördlichen Teil sind Müll und landwirtschaftliche Abfälle abgelagert worden.“

## Verbote und Gebote
Wie bei allen geschützten Landschaftsbestandteilen besteht nach § 29 Abs. 2 BNatschG das Verbot, dieses zu beschädigen, auszureißen, auszugraben oder Teile davon abzutrennen oder auf andere Weise in seinem Wachstum oder Erscheinungsbild zu beeinträchtigen. Eine ordnungsgemäße Pflege ist vom Verbot ausgenommen. Es ist auch verboten Stoffe oder Gegenstände im Bereich des Geschützten Landschaftsbestandteils anzubringen, zu lagern, abzulagern, einzuleiten oder sich ihrer in anderer Weise zu entledigen, die das Erscheinungsbild oder den Bestand des Geschützten Landschaftsbestandteils gefährden oder beeinträchtigen können. Dies gilt auch für organische oder mineralische Düngemittel und Futtermittel. Sofern Gehölze zerstört bzw. beschädigt werden, kann die Untere Naturschutzbehörde eine Ersatzpflanzung oder ein Ersatzgeld festsetzten.